# Colonizzazione portoghese delle Americhe

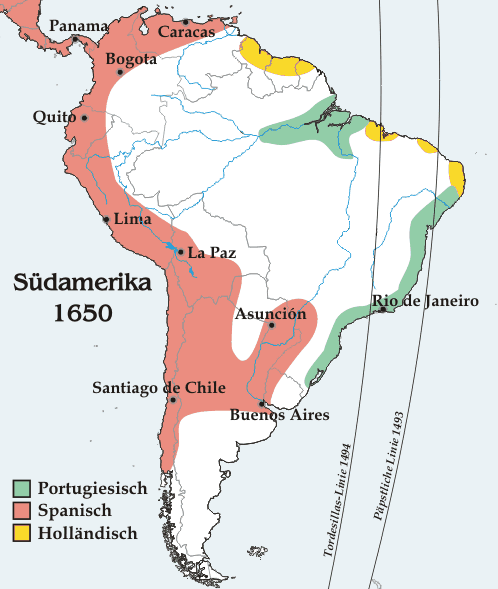
Colonie del sudamerica nel 1650.

Il Portogallo fu la nazione che per prima iniziò a esplorare via mare diversi territori al di fuori del continente europeo nel XV secolo. Nel 1494, due anni dopo la scoperta del nuovo mondo da parte di Cristoforo Colombo, la Spagna e il Portogallo approvarono il trattato di Tordesillas, che divise il nuovo mondo in due parti appartenenti a ciascuna nazione. Il Portogallo colonizzò la costa orientale del Sud America con successo (corrispondente al moderno Brasile), e tentò di stabilire una colonia presso l'isola di Terranova in Nord America, abbandonata in seguito dopo pochi anni.

## Colonizzazione del Brasile

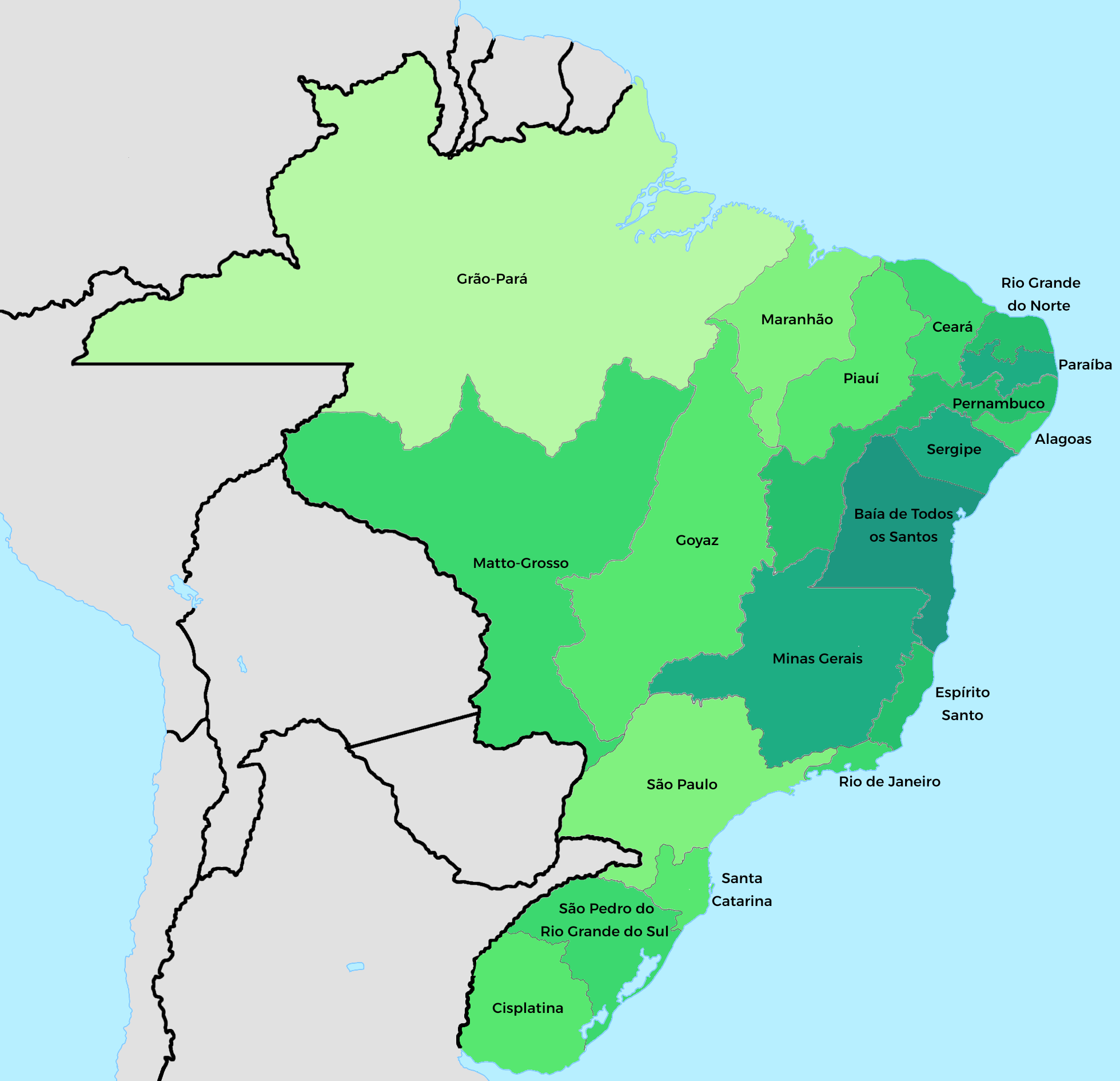
Il Brasile coloniale dopo l'indipendenza, ottenuta nel 1822.

L'esploratore Pedro Álvares Cabral raggiunse la costa orientale del Sud America il 22 aprile 1500, nella zona corrispondente all'odierno Porto Seguro. I coloni iniziarono a stabilirsi nella regione intorno al 1532 con la fondazione di São Vicente, anche i portoghesi avevano costruito diverse basi per raccogliere il pau brasil, che veniva usato per la tintura. Con l'avvento di città coloniali permanenti si sviluppò l'industria della canna da zucchero, unita allo sfruttamento di indios e in seguito di africani tramite lo schiavismo. La capitale della colonia, Salvador, venne stabilita nel 1549. I primi gesuiti giunsero nello stesso anno.

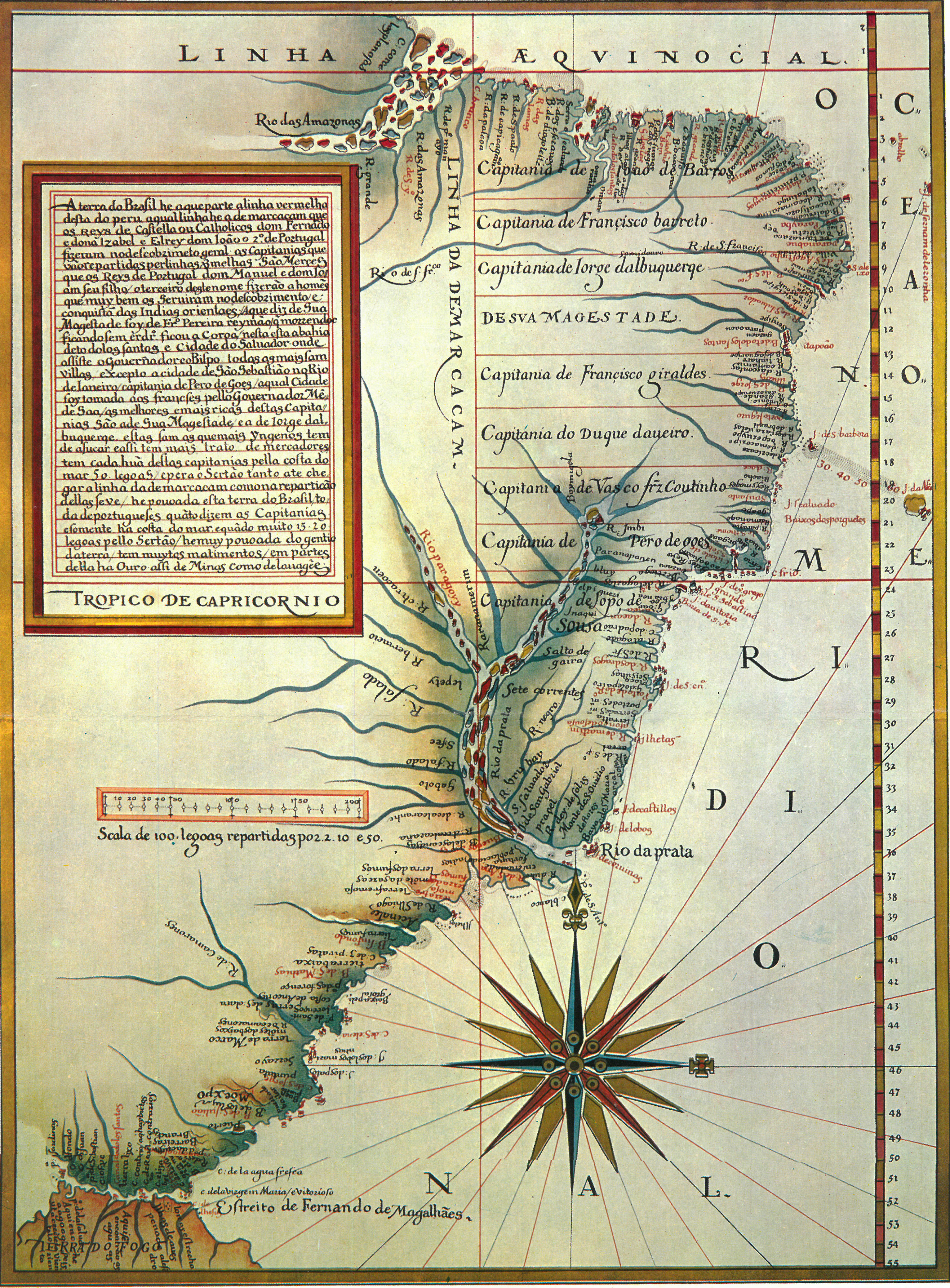
Governatorato Generale del Brasile nel 1549.

Mappa di Lopo Homem (circa 1519) che mostra la costa del Brasile nel primo periodo coloniale.

Dal 1565 al 1567, Mem de Sá, un ufficiale coloniale e terzo governatore generale del Brasile, riuscì a condurre un attacco contro una colonia francese chiamata Francia Antartica, presso la baia di Guanabara. Dopo la distruzione della colonia francese, lui e suo nipote Estácio de Sá fondarono la città di Rio de Janeiro nel marzo del 1567.
Tra il 1638 e il 1640, i Paesi Bassi riuscirono a conquistare una parte della regione nord-orientale del Brasile, ponendo la capitale a Recife. I portoghesi riuscirono a vincere la seconda battaglia di Guararapes nel 1649. Nel 1654, con la sconfitta degli olandesi, il territorio venne restituito ai portoghesi.
A differenza degli spagnoli, le cui colonie in America erano suddivise in vicereami, i portoghesi non suddivisero il loro territorio coloniale americano. Le capitanerie erano controllate direttamente da una amministrazione centrata a Salvador, che rispondeva direttamente al regno del Portogallo a Lisbona. Per questo motivo non viene generalmente usato il termine "America portoghese" (a differenza di "America spagnola", "America olandese", ecc.), preferendo il termine Brasile per indicare la colonia come unica entità.
Il Brasile, durante la dichiarazione di indipendenza nel 1822, non si divise in multipli stati come accadde alle colonie spagnole del vicereame del Perù e del vicereame del Río de la Plata. L'adozione della monarchia nei primi anni dell'indipendenza fu un fattore importante che contribuì alla unità della nazione come impero del Brasile.

## Colonie in Nord America

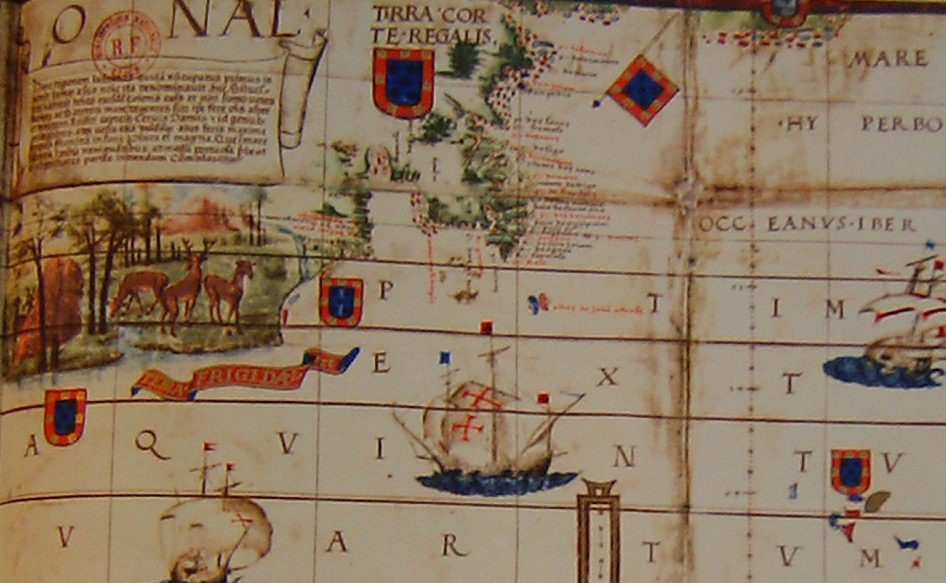
Mappa di Lopo Homem del 1519, che mostra le colonie portoghesi in Nord America.

Nel 1501 e nel 1502 i fratelli Corte-Real esplorarono l'isola di Terranova e la regione del Labrador, permettendone l'annessione alla corona portoghese. Nel 1506 il re Manuele I del Portogallo istituì delle tasse per i pescatori nell'isola.
La colonia di João Álvares Fagundes a Terranova e Nuova Scozia prosperò per soli cinque anni. Le cause principali dell'abbandono furono l'ostilità mostrata dagli indigeni e il clima più rigido a cui i coloni non erano abituati.